# Андреева, Эрика Александровна
Э́рика Алекса́ндровна Андре́ева (род. 24 июня 2004, Красноярск) — российская теннисистка, мастер спорта России (2020). Победительница одного турнира WTA 125 в парном разряде. Финалистка одного юниорского турнира Большого шлема в одиночном разряде (Открытый чемпионат Франции-2021).

## Биография
Эрика — старшая из двух дочерей Александра и Раисы Андреевых, её младшую сестру зовут Мирра.
Обе сестры родились в Красноярске, затем жили и тренировались в Москве, а позже переехали в академию в Каннах.

## Спортивная карьера

### 2020—2021
В ноябре 2020 года выиграла первый взрослый титул ITF на турнире в Пазарджике. Через месяц стала победительницей ещё одного турнира ITF, на этот раз в Каире. В марте 2021 года ей покорился и третий титул того же тура.
На Открытом чемпионате Франции 2021 года в женском одиночном разряде среди юниоров вышла в финал, где проиграла Линде Носковой из Чехии.

### 2022—2023
В туре WTA дебютировала на Женском открытом чемпионате 2022 года в Лозанне, пройдя квалификацию. Одержала первую победу в туре над соотечественницей Анной Блинковой в первом раунде, во втором раунде уступив Петре Мартич из Хорватии.
На турнирах Большого шлема дебютировала на Открытом чемпионате США 2022 года: выиграв три матча квалификации, пробилась в основную сетку, где в первом раунде уступила Петре Квитовой (21-я сеянная).
В январе 2023 года на Открытом чемпионате Австралии не сумела выйти в основную сетку, проиграв в финале квалификации.
В конце мая 2023 года на Открытом чемпионате Франции в первом раунде соревнований уступила американке Эмме Наварро со счётом 2-6, 6-3, 4-6.
На турнире WTA 1000 в Майами (США) преодолела первый круг, победив Эшлин Крюгер из США, однако уже во втором круге проиграла Магдалене Френх.
В начале декабря 2023 года стала победительницей турнира WTA 125 в Андорре в парном разряде вместе со швейцаркой Селин Неф, где в финале они победили Тимею Бабош и Хезер Уотсон со счётом 6-2, 6-1.
На этом же турнире в одиночном разряде она стала финалисткой, — в финале проиграв испанке Марине Бассольс Рибера со счётом 5-7, 6-7(3-7).

### 2024
В январе 2024 года на Открытом чемпионате Австралии не сумела выйти в основную сетку, проиграв в полуфинале квалификации своей соотечественнице Полине Кудерметовой.
В конце июня 2024 года в квалификации на Уимблдонский турнир, она сначала победила соотечественницу Полину Кудерметову, затем в полуфинальном раунде квалификации победила греческую теннисистку Деспину Папамихаил со счётом: 6-1, 7-6(4), но в финальном раунде квалификации проиграла британке Сонай Картал со счетом: 3-6, 1-6. И в итоге Эрика попала в основную сетку турнира как лаки-лузер после того как из-за травмы плеча с турнира снялась белоруска Арина Соболенко. Где она в первом раунде турнира победила американку Эмину Бектас со счётом: 7-6 (7-5), 3-6, 6-3.
В декабре 2024 года в Лиможе стала финалисткой турнира WTA 125 в парном разряде вместе с француженкой Селеной Яничевич, где в финале они проиграли француженкам Эльзе Жакмо и Марго Рувруа со счётом 4-6, 3-6.

## Итоговое место в рейтинге WTA по годам
| Год  | Одиночный рейтинг | Парный рейтинг |
| 2024 | 67                | 432            |
| 2023 | 142               | 458            |
| 2022 | 122               | 943            |
| 2021 | 368               | 569            |
| 2020 | 1055              | -              |

## Выступления на турнирах

### Финалы турнировWTA 125иITFв одиночном разряде (8)

#### Победы (3)
| Легенда:                  |
| ------------------------- |
| WTA 125 (0+1)             |
| 100.000 USD (0)           |
| 80.000 USD (0)            |
| 60.000 USD (0)            |
| 50.000 (40.000) USD (0)   |
| 35.000 (25.000) USD (0+1) |
| 15.000 USD (3)            |

| Титулы по покрытиям | Титулы по месту проведения матчей турнира |
| ------------------- | ----------------------------------------- |
| Хард (1+1)          | Зал (0+1)                                 |
| Грунт (2+1)         | Зал (0+1)                                 |
| Трава (0)           | Открытый воздух (3+1)                     |
| Ковёр (0)           | Открытый воздух (3+1)                     |

| №  | Дата           | Турнир               | Покрытие | Соперница в финале | Счёт           |
| 1. | 1 ноября 2020  | Пазарджик, Болгария  | Грунт    | София Милатова     | 1-6 6-0 6-2    |
| 2. | 6 декабря 2020 | Каир, Египет         | Грунт    | Каролина Алвес     | 6-1 6-3        |
| 3. | 7 марта 2021   | Шарм-эш-Шейх, Египет | Хард     | Йенни Дюрст        | 1-6 7-6(3) 6-0 |

#### Поражения (5)
| №  | Дата            | Турнир                            | Покрытие   | Соперница в финале     | Счёт           |
| 1. | 29 августа 2021 | Вербье, Швейцария                 | Грунт      | Илена Ин-Альбон        | 1-6 4-6        |
| 2. | 5 декабря 2021  | Сельва-ди-Валь-Гардена, Италия    | Хард (зал) | Юань Юэ                | 2-6 6-7(4)     |
| 3. | 15 мая 2022     | Ла-Бисбаль-дель-Ампурдан, Испания | Грунт      | Ван Синьюй             | 6-3 6-7(0) 0-6 |
| 4. | 15 октября 2023 | Руан, Франция                     | Хард (зал) | Виктория Голубич       | 4-6 1-6        |
| 5. | 3 декабря 2023  | Андорра                           | Хард (зал) | Марина Бассольс Рибера | 5-7 6-7(3)     |

### Финалы турнировWTA 125иITFв парном разряде (4)

#### Победы (2)
| №  | Дата            | Турнир            | Покрытие   | Партнёрша          | Соперницы в финале                | Счёт       |
| 1. | 29 августа 2021 | Вербье, Швейцария | Грунт      | Екатерина Макарова | Диана Марцинкевич Мария Тимофеева | 7-6(2) 6-1 |
| 2. | 3 декабря 2023  | Андорра           | Хард (зал) | Селин Неф          | Тимея Бабош Хезер Уотсон          | 6-2 6-1    |

#### Поражения (2)
| №  | Дата            | Турнир         | Покрытие   | Партнёрша           | Соперницы в финале           | Счёт              |
| 1. | 5 сентября 2021 | Вена, Австрия  | Грунт      | Екатерина Казионова | Каролина Алвес Мартина Кубка | 7-6(1) 4-6 [7-10] |
| 2. | 15 декабря 2024 | Лимож, Франция | Хард (зал) | Селена Яничевич     | Марго Рувруа Эльза Жакмо     | 4-6 3-6           |